# 科塔拉姆
科塔拉姆（Kottaram），是印度泰米尔纳德邦甘尼亚古马里县的一个城镇。总人口9450（2001年）。

## 人口
该地2001年总人口9450人，其中男性4674人，女性4776人；0—6岁人口818人，其中男420人，女398人；识字率84.43%，其中男性为87.01%，女性为81.91%。